# Bensékou
Bensékou ist ein Arrondissement im Departement Alibori in Benin. Es ist eine Verwaltungseinheit, die der Gerichtsbarkeit der Kommune Kandi untersteht. Gemäß der Volkszählung von 2013 hatte Bensékou 6371 Einwohner, davon waren 3138 männlich und 3233 weiblich.
Durch Bensékou läuft die Fernstraße RNIE7, die in nordwestlicher Richtung nach Kandi führt, die Hauptstadt des Departements Alibori. In östlicher Richtung geht es nach Ségbana und zur Grenze nach Nigeria.